# Tricorn Peak
Der Ticorn Peak (englisch für Dreispitz) ist ein 2320 m hoher und schneebedeckter Berg in der antarktischen Ross Dependency. Er ragt aus einem Gebirgskamm zwischen dem Astro- und dem Skua-Gletscher im nördlichen Teil der Miller Range im Transantarktischen Gebirge auf.
Die Nordgruppe einer von 1961 bis 1962 durchgeführten Kampagne der New Zealand Geological Survey Antarctic Expedition entdeckte ihn und benannte ihn nach seiner Erscheinungsform, die an einen Dreispitz erinnert.